# Saint-Jean-le-Vieux, Pyrénées-Atlantiques
Saint-Jean-le-Vieux (tiếng Basque: Donazaharre) là một xã của tỉnh Pyrénées-Atlantiques, thuộc vùng Aquitaine, tây nam nước Pháp.